# Pignon à redents

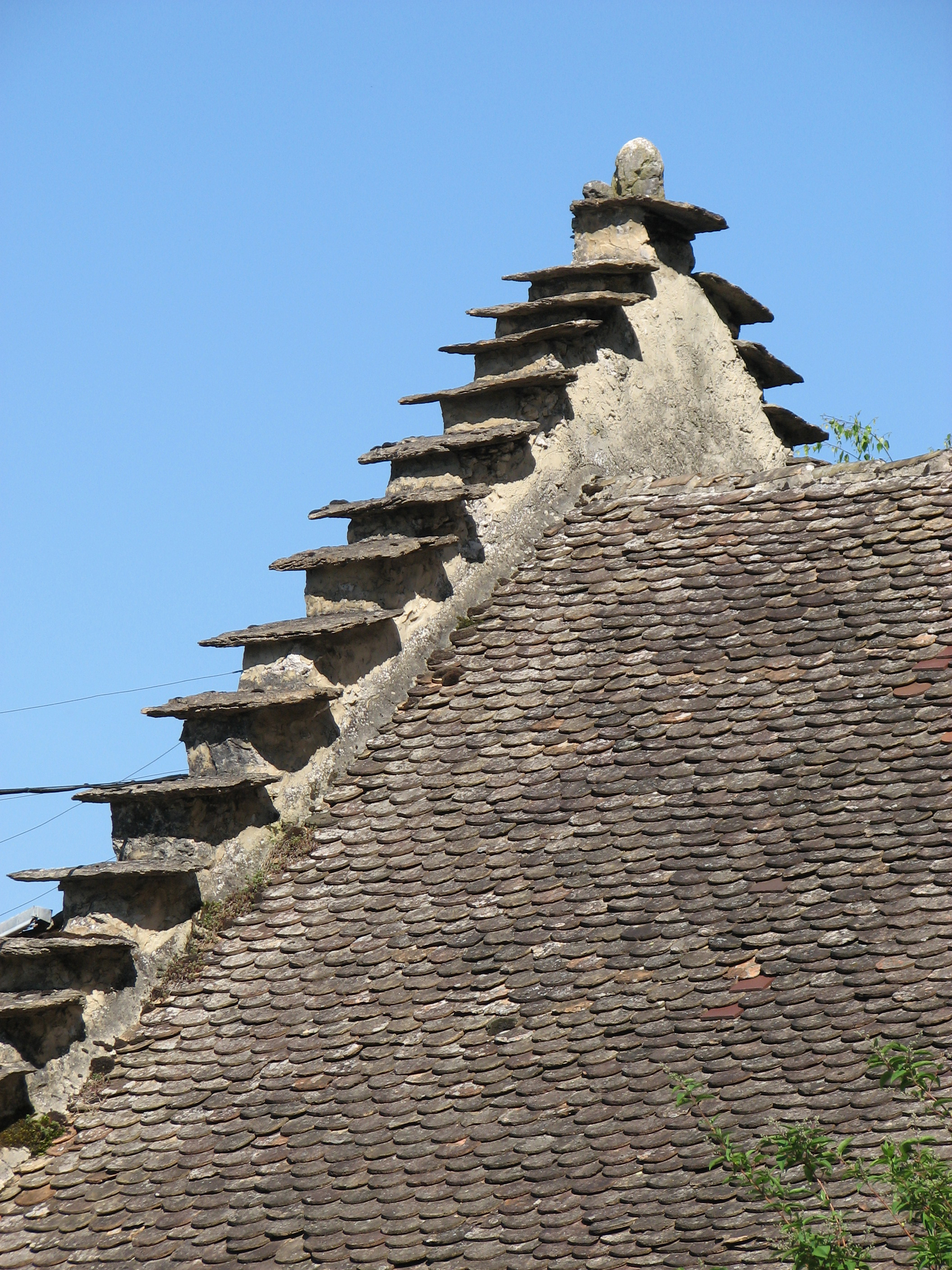
Pignon à redents d'une maison de Brégnier-Cordon, dans le Bugey (Ain).

Un pignon à redents (ou redans), ou à gradins, à créneaux ou encore à pas de moineaux, est un pignon saillant dont les rampants sont découpés en redents ou gradins. 
Dans certaines régions de France, c'est un élément utilitaire de l'architecture des maisons rurales à toit de chaume où des pierres plates couvrent les murs porteurs. Dans d'autres régions comme dans le nord de la France (notamment dans le Soissonnais), ou en Écosse, c'est un élément uniquement décoratif en pierre de taille. Une autre version de pignon à gradins ou à échelons avec un rôle uniquement décoratif existe dans les architectures dites nobles ou urbaines, principalement en Europe septentrionale et centrale, comme en Allemagne, en Flandre et aux Pays-Bas.

## Architecture rurale
Dans l'architecture rurale de diverses régions de France, les pignons à redents encore visibles sur des maisons d'habitation ou sur des granges sont généralement liés à l'existence ancienne sur ces bâtiments d'une couverture de chaume, remplacée au cours du XIXe siècle par un couverture d'ardoises ou de tuiles plates.

### Utilité
La saillie verticale des rampants du pignon avait comme principaux avantages d'empêcher le toit de chaume d'être « déplumé » lors de vents violents, de faciliter l'accès au faîtage de la toiture et de servir de coupe-feu. 
En architecture rurale, les redents sont généralement couverts de pierres plates qui les protègent de la pluie, empêchent les infiltrations d'eau dans le mur porteur et permettent au couvreur ou au cheministe d'y poser ses outils. Ces pierres sont souvent (mais pas toujours) inclinées vers le bas, de manière à laisser s'écouler l'eau de pluie. 
La couverture de chaume accompagnée de pignons débordants à redans s'observe dans la vallée de Campan (Hautes-Pyrénées)  sur des granges-étables temporaires transformées au XIXe siècle en fermes permanentes par des cadets de famille, soit par adjonction, contre un pignon, d'une pièce unique (caouhadé ou chauffoir), soit par l'aménagement d'une pièce d'habitation dans la grange-étable même.

### Rhône-Alpes
En région Rhône-Alpes, ils sont typiques de l'architecture de l'est du Nord-Isère (cantons de Morestel et de Crémieu) ainsi que dans le Bugey méridional voisin (villages d'Izieu, de Prémeyzel, de Lhuis, de Brégnier-Cordon, d'Arbignieu, etc.). Ils sont également répandus dans l'habitat traditionnel du Vercors nord (Quatre Montagnes). 

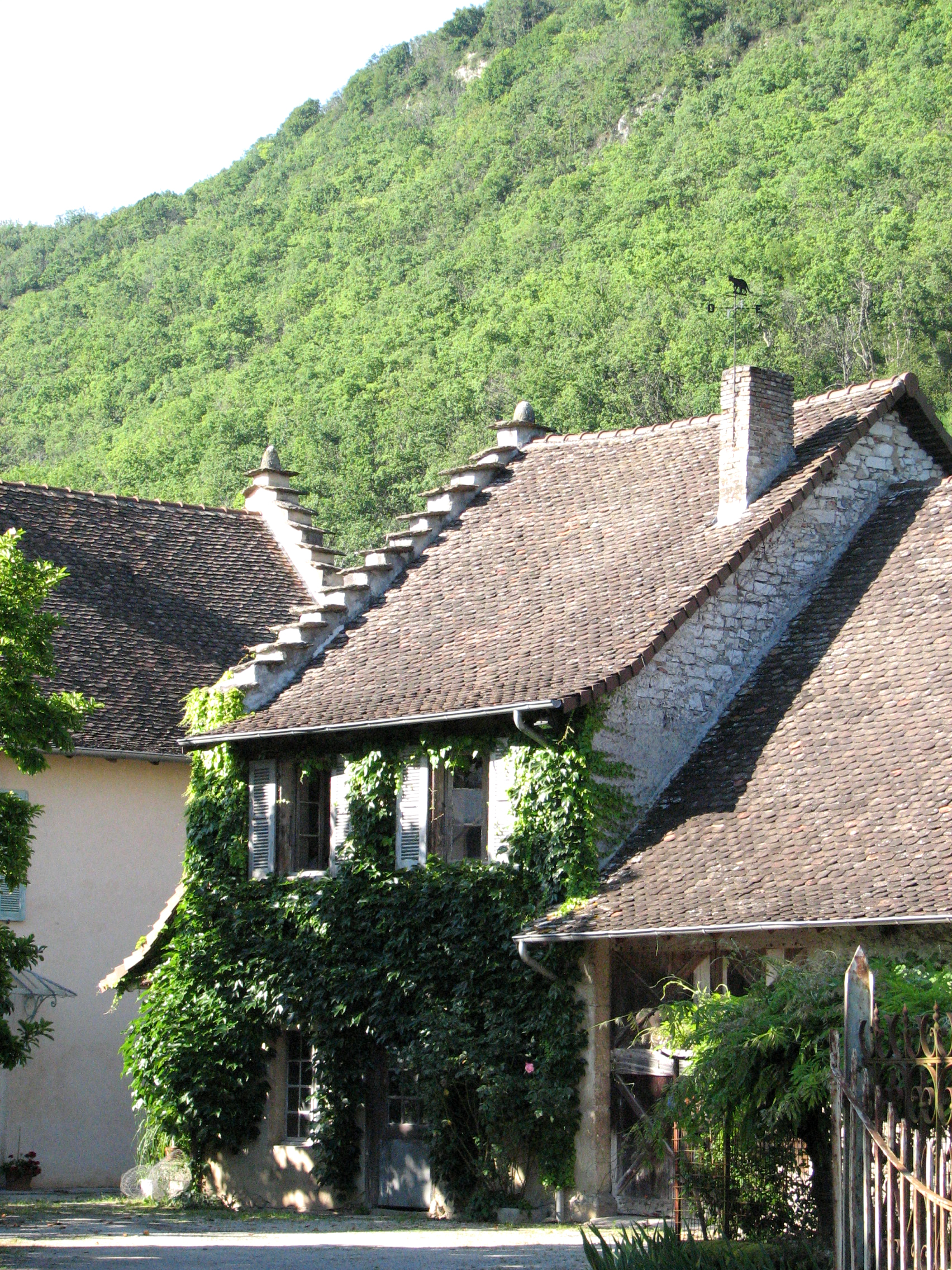
Brégnier-Cordon (Ain).
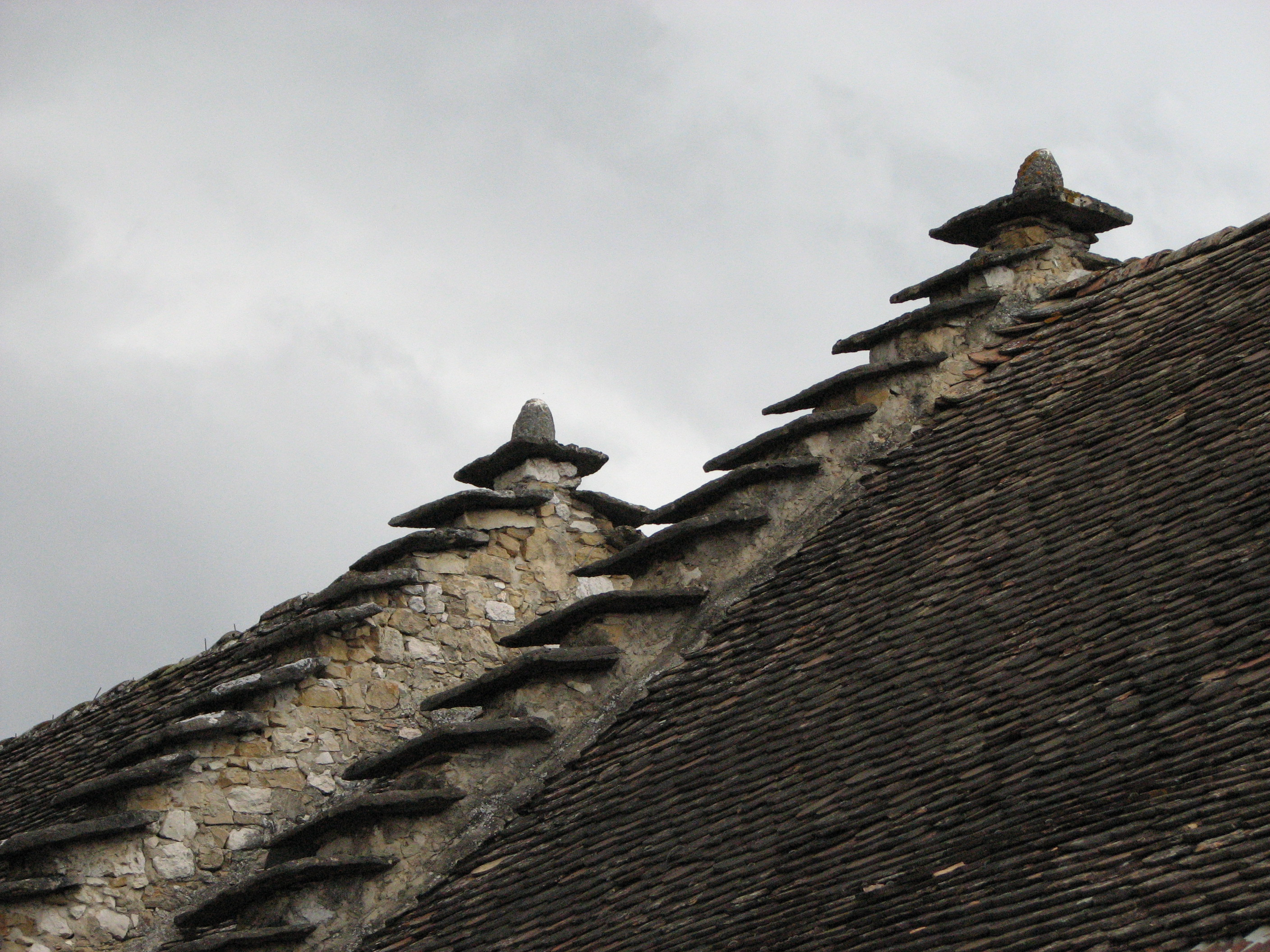
Izieu (Ain).
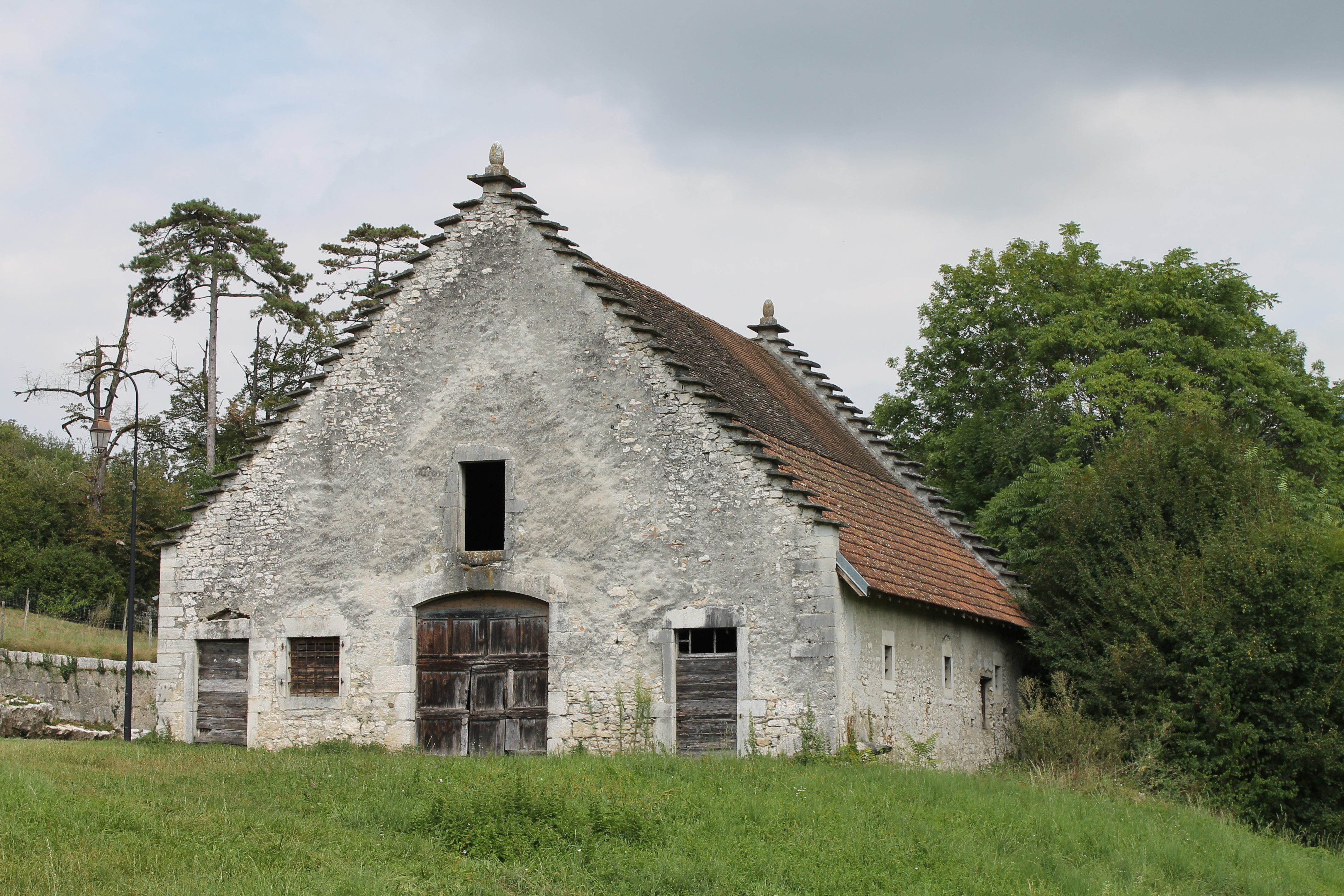
Murs-et-Gélignieux (Ain).
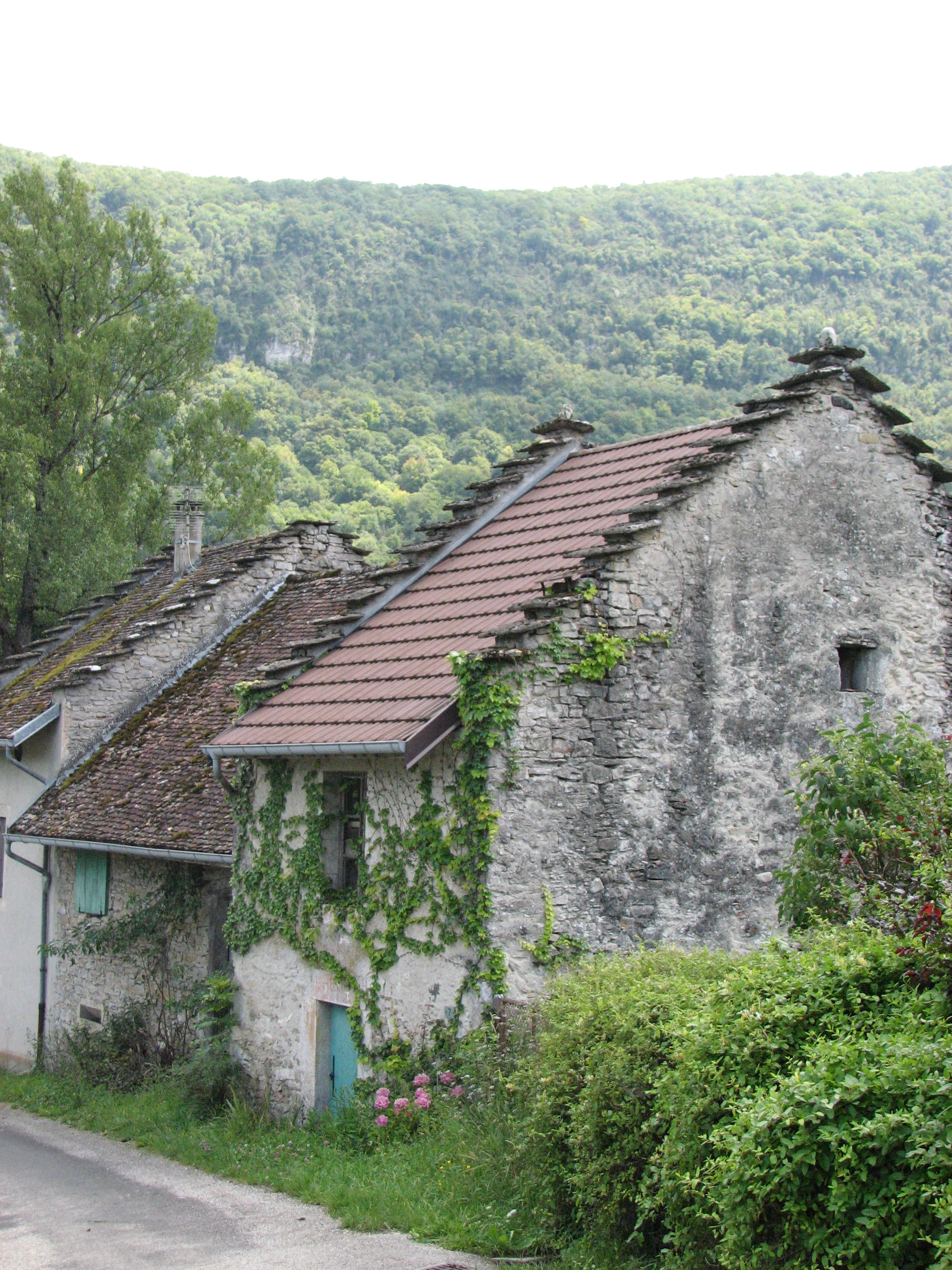
Prémeyzel (Ain).

En Haute-Savoie, à Frangy, non loin du Bugey, on trouve un témoignage rare de ces pignons à redents à la métairie de la ferme de Bel-Air, inscrite au titre des monuments historiques. 

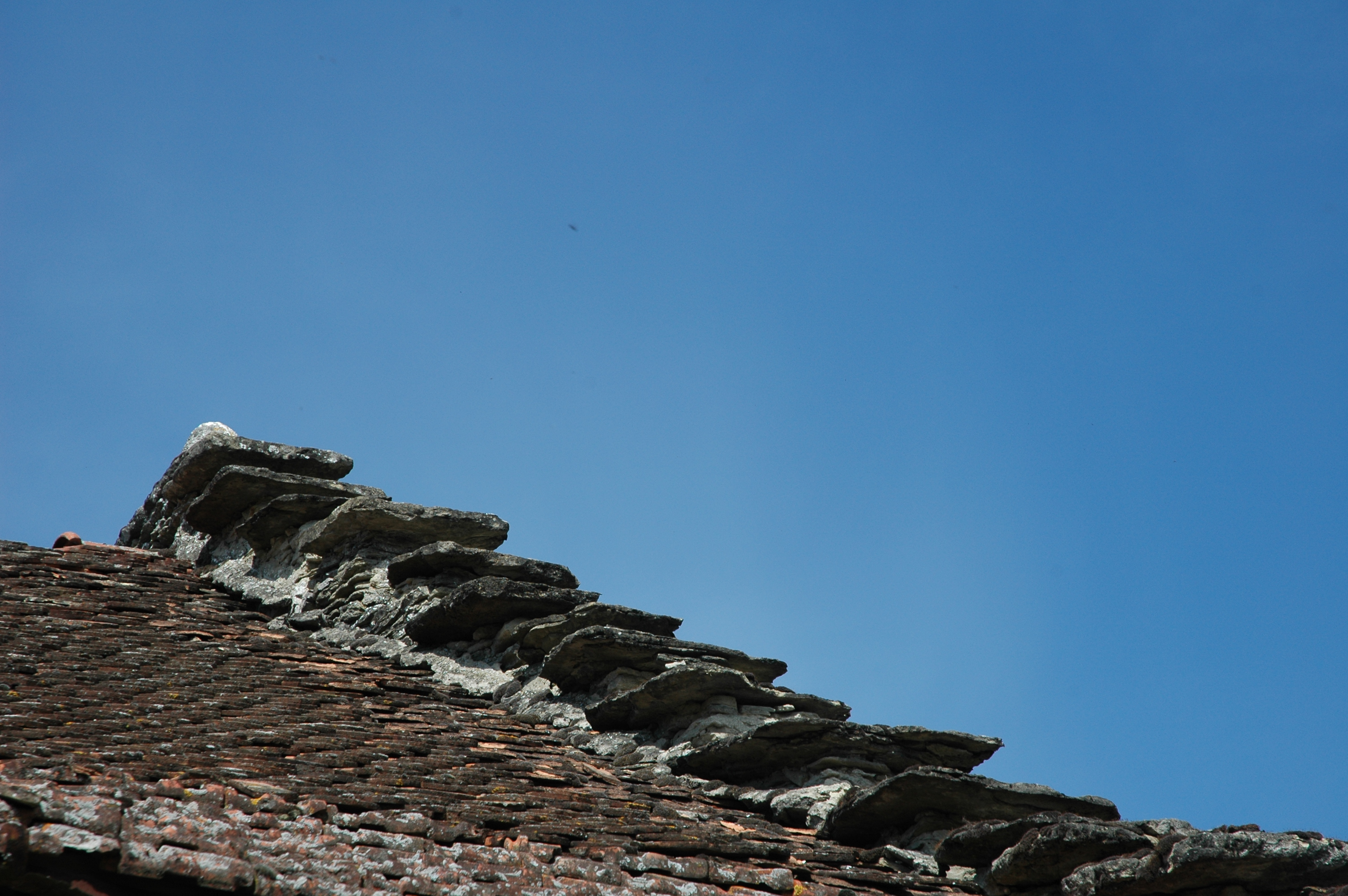
Métairie de la ferme de Bel-Air à Frangy (Haute-Savoie).
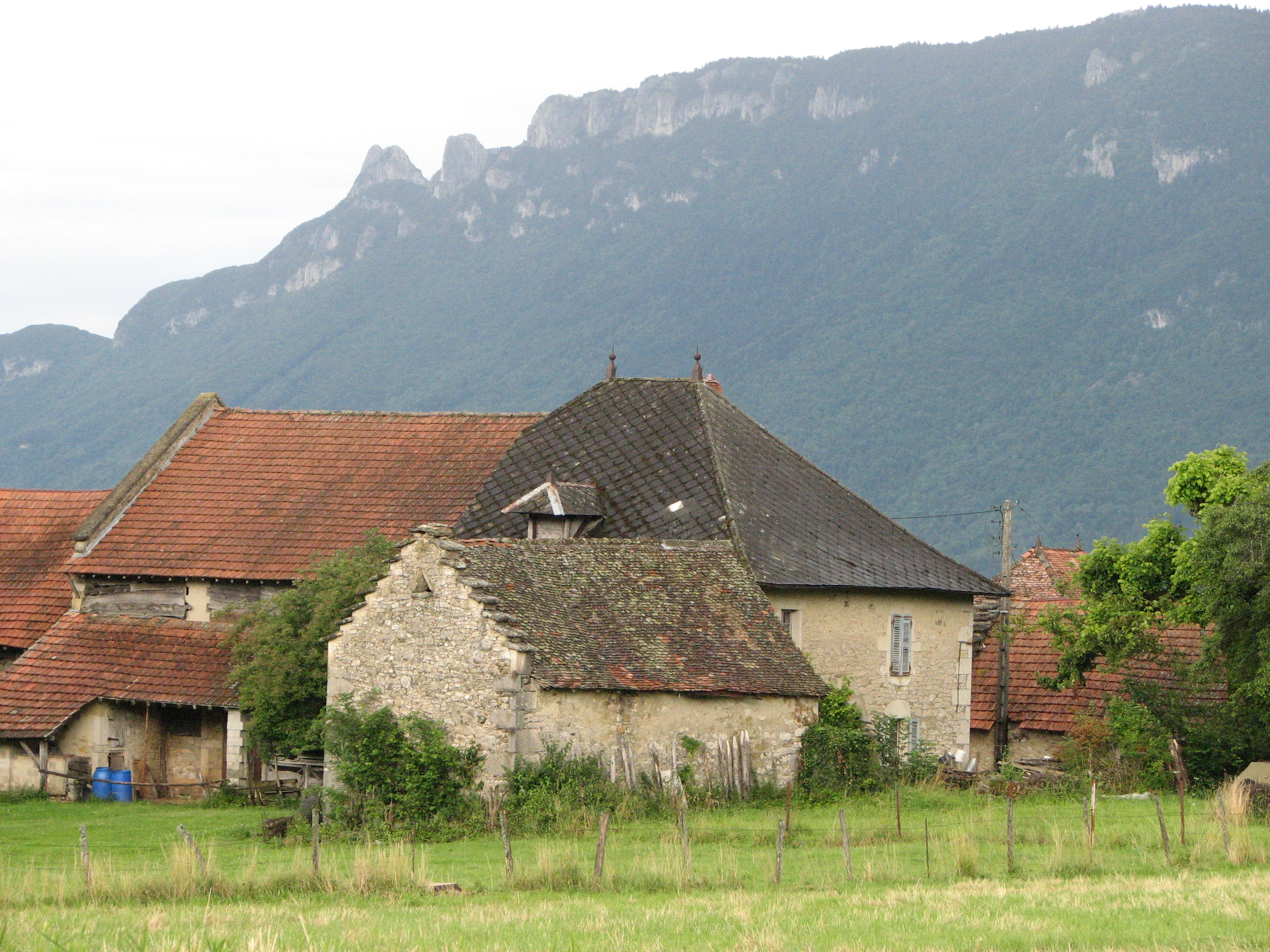
Hameau de la commune de Loisieux (Savoie), avec le mont du Chat en arrière-plan.

### Pyrénées centrales
Dans les Pyrénées centrales, de la Bigorre au Couserans, les pignons à redents sont courants dans l'architecture des granges et des bergeries. 

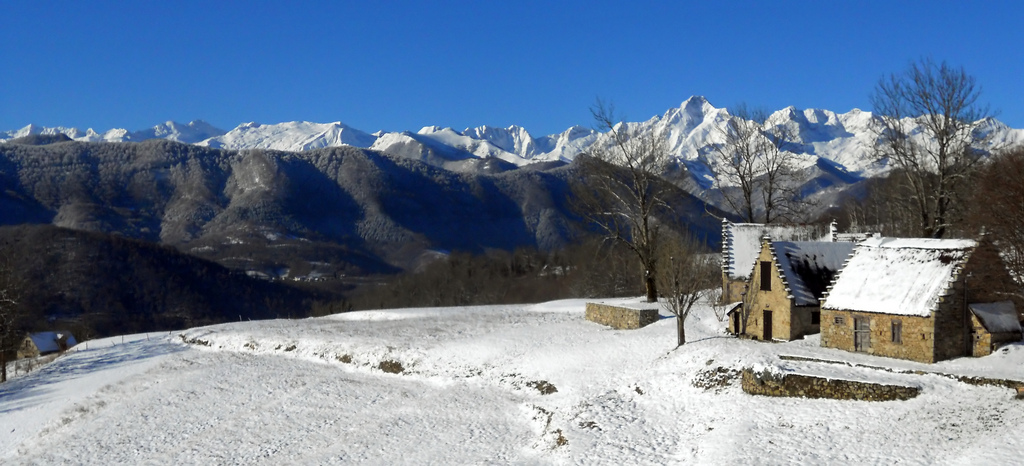
Les granges de Cominac, sur la commune d'Ercé (Ariège).
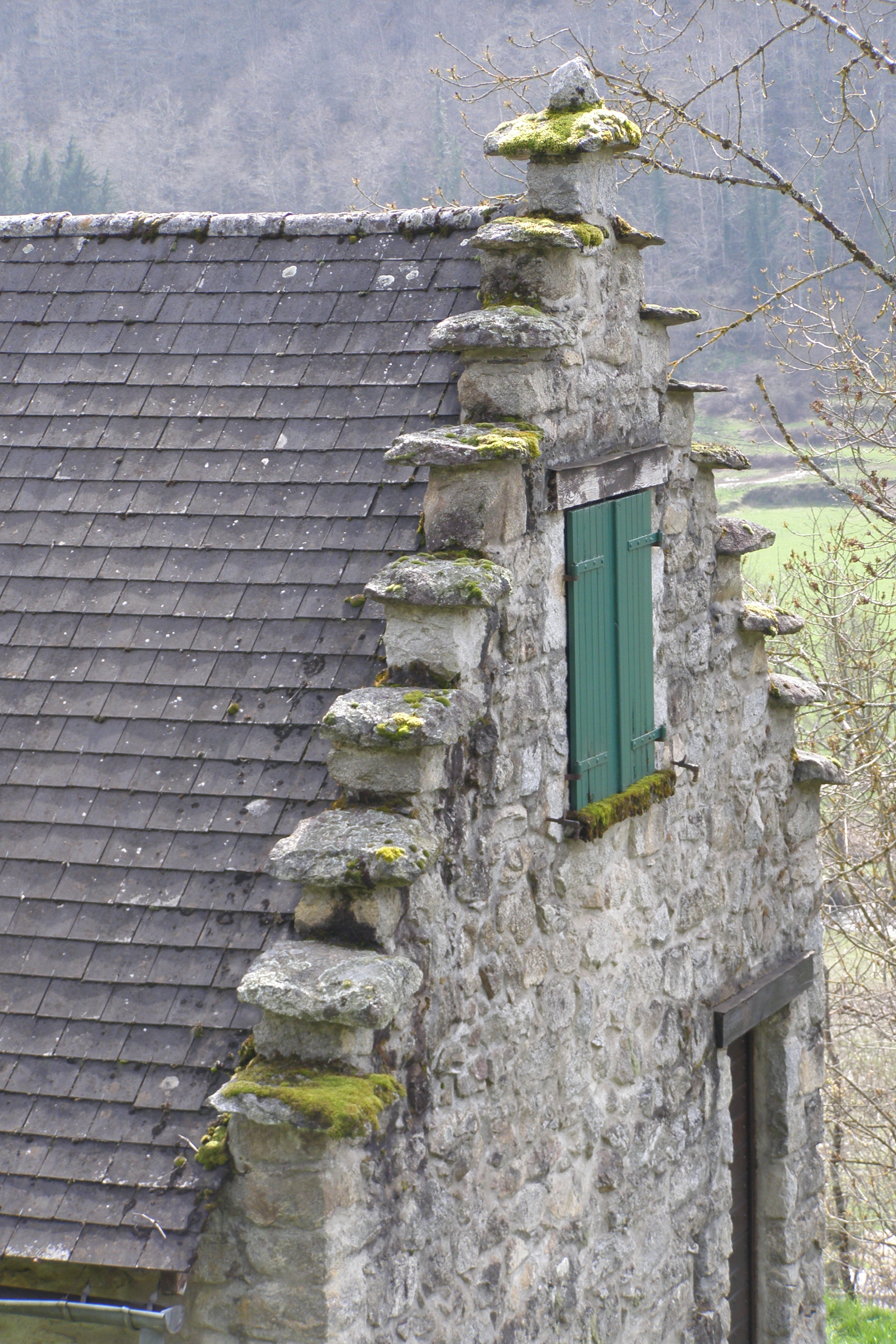
Pas de moineaux en Couserans (Ariège).
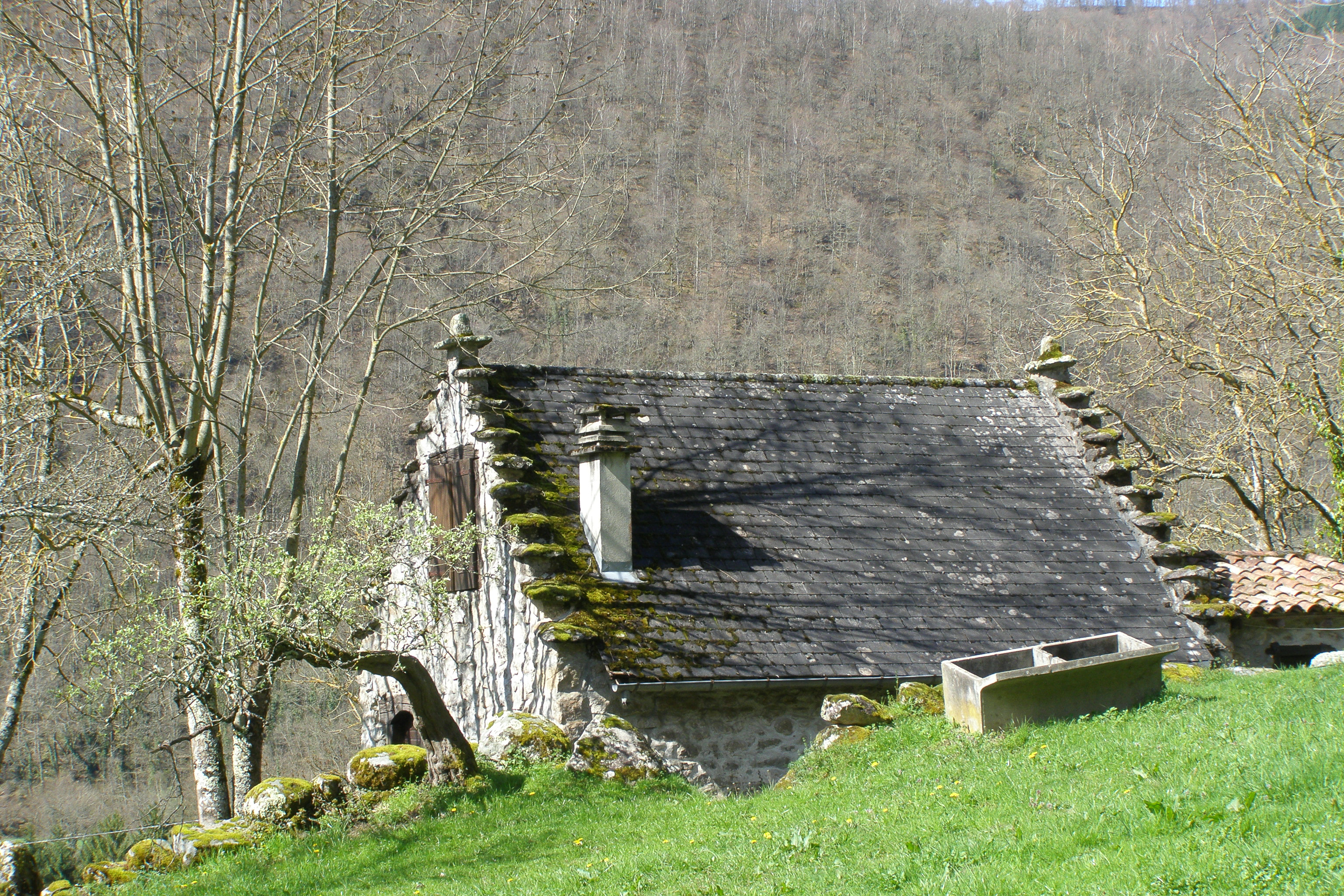
Grange rénovée près d'Ercé (Ariège).
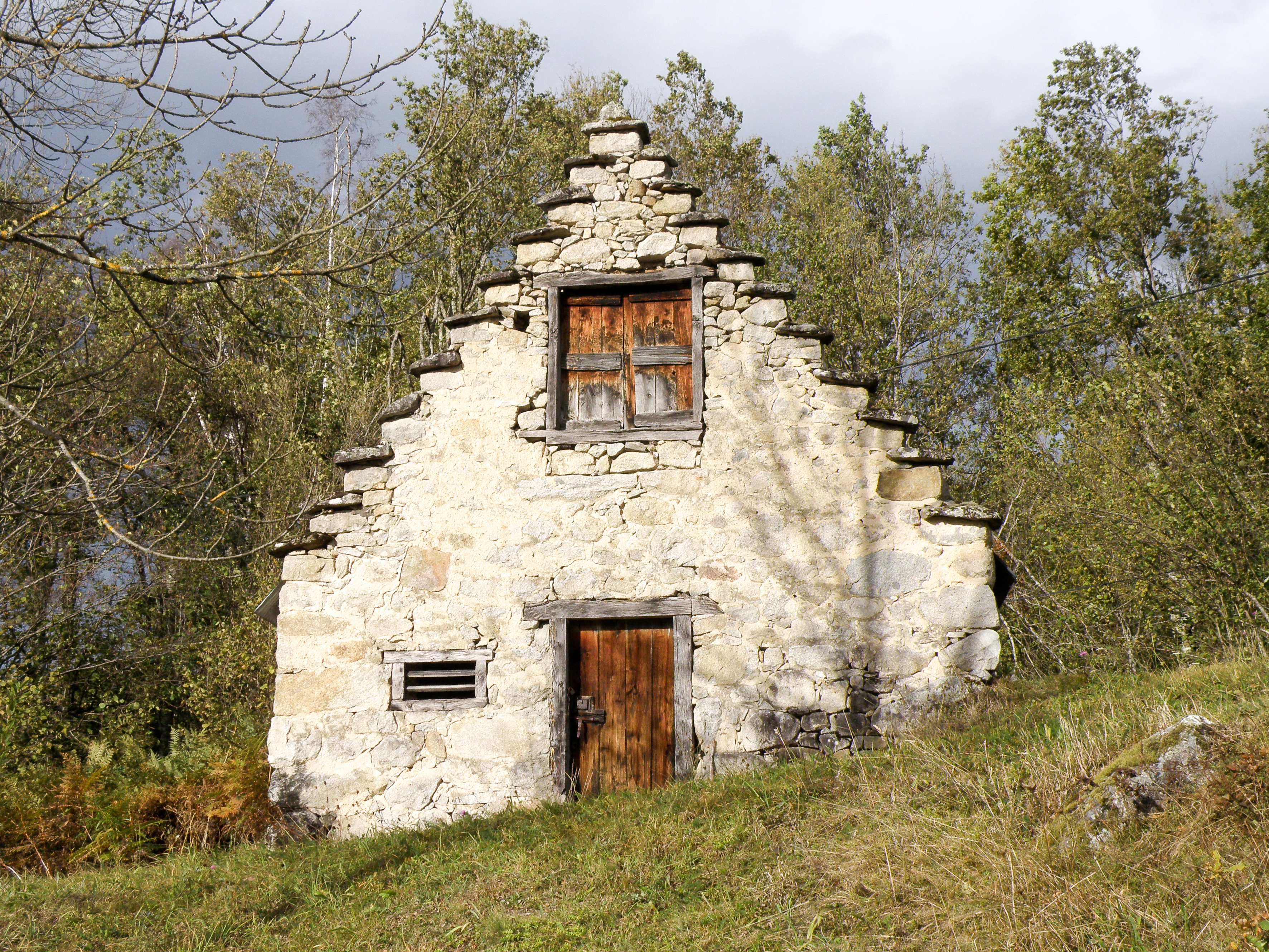
Grange vers Cominac (Ariège).

### Département du Jura
Dans les villages du vignoble du Jura et de Franche-Comté, quelques habitations traditionnelles du Jura sont construites avec des pignons à redents.

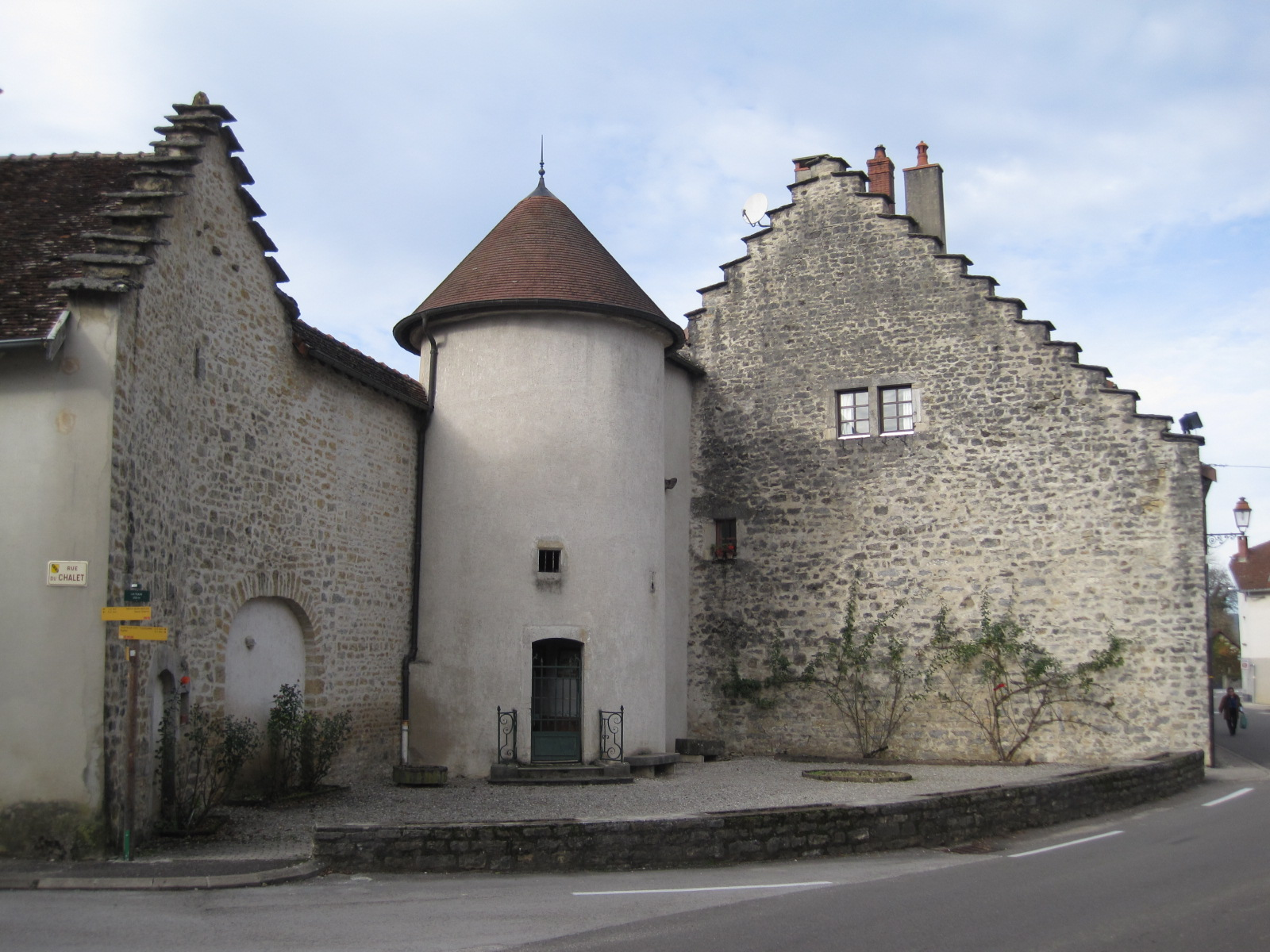
Voiteur, vignoble du Jura.
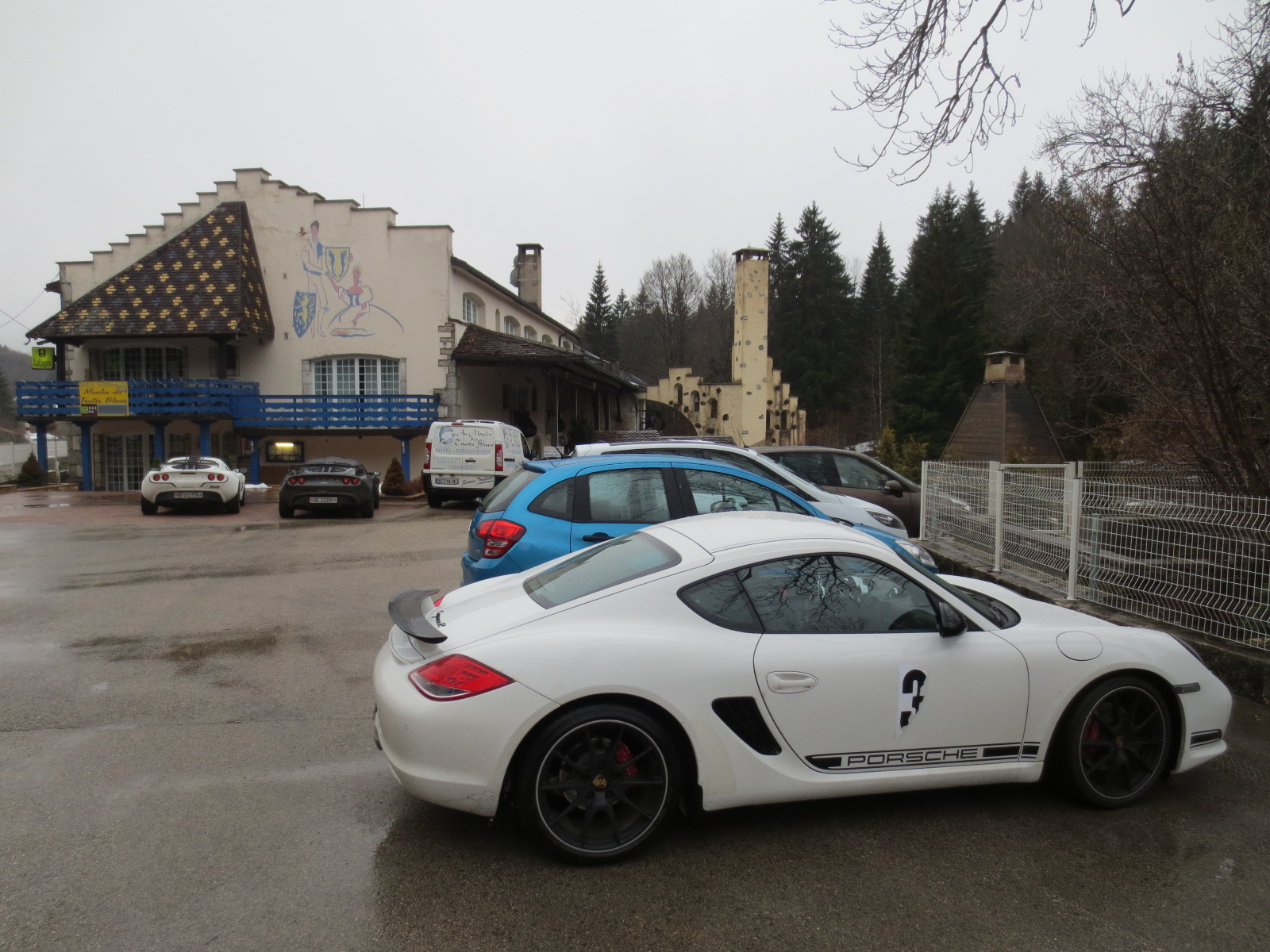
Saint-Laurent-en-Grandvaux.
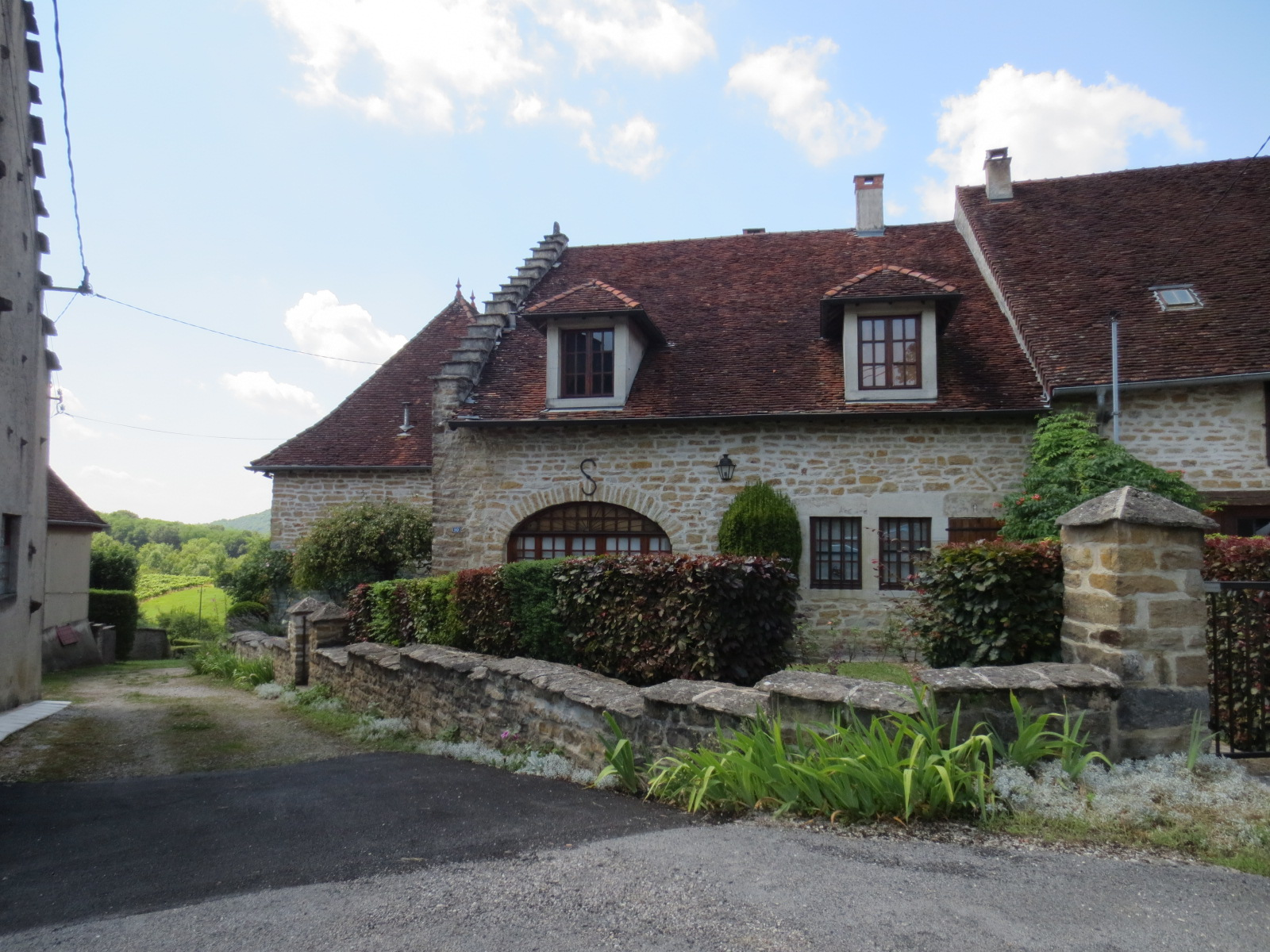
Route touristique des vins du Jura.
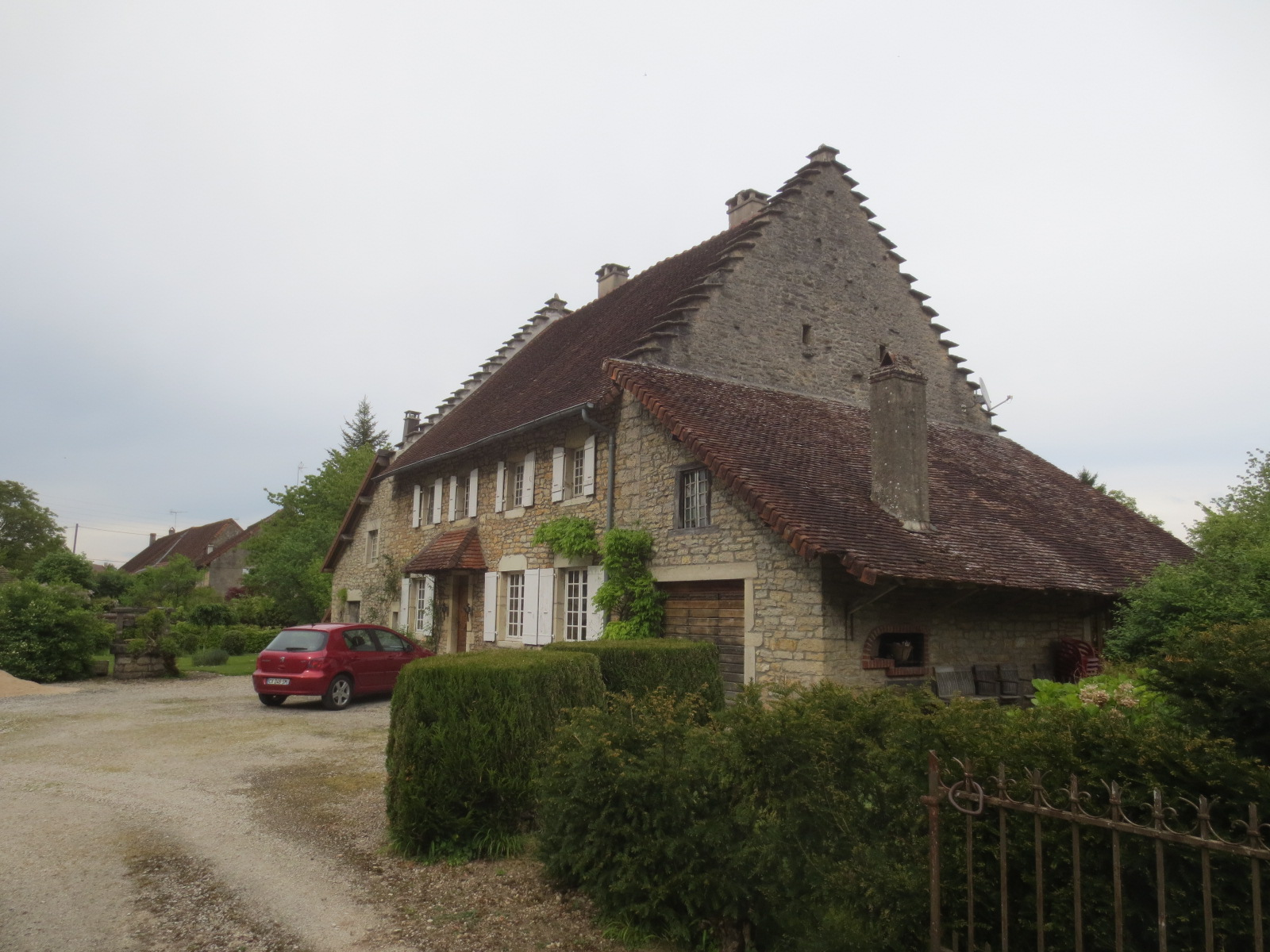
Route touristique des vins du Jura.
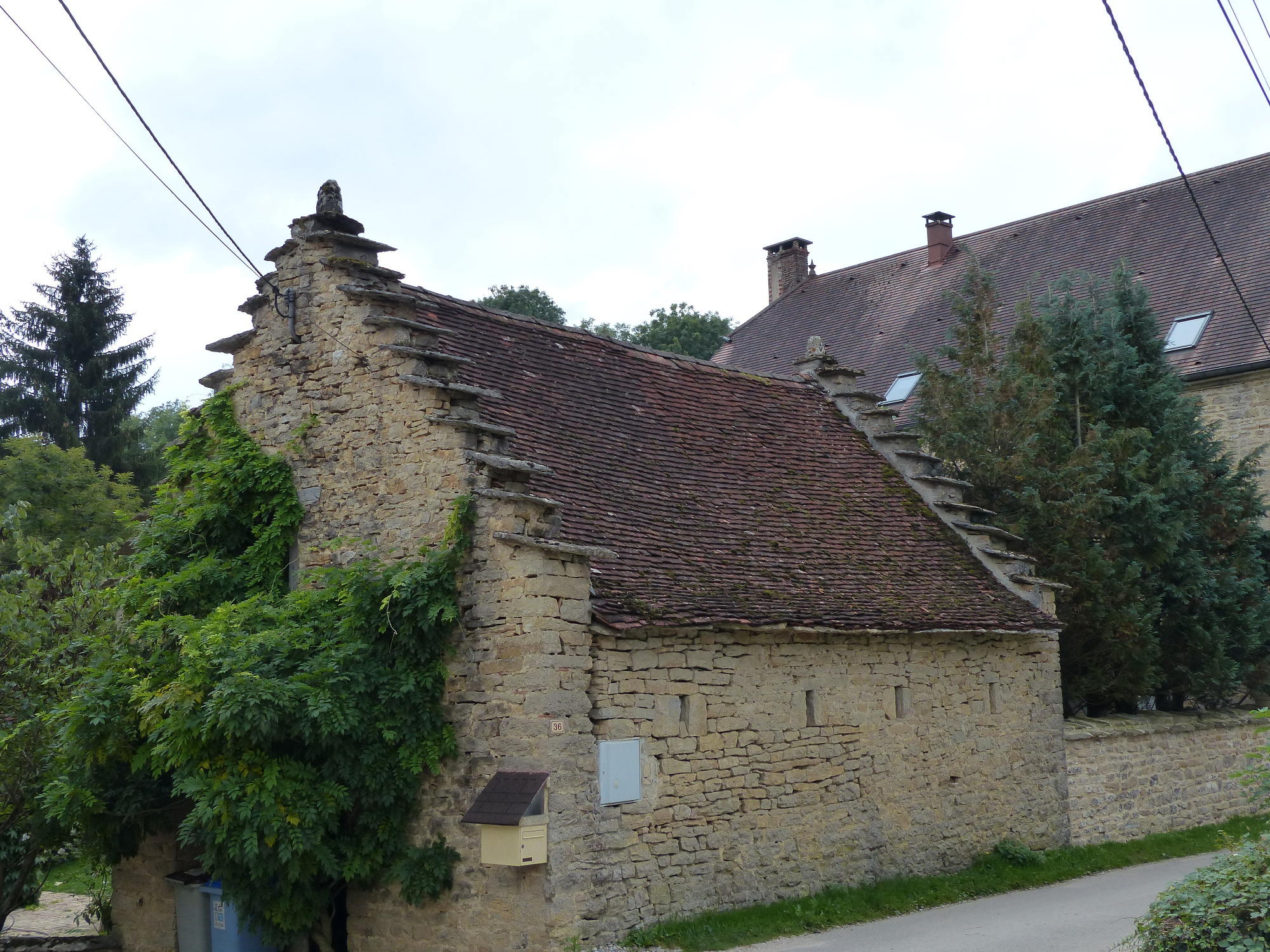
Quintigny.

## Soissonnais
Des pignons à gradins, dits aussi pignons à pas de moineaux, s'observent dans les villages le long de la vallée de l'Aisne, principalement dans le Soissonnais où ils sont particulièrement nombreux voire généralisés et caractérisent l'architecture rurale locale depuis le Moyen Âge. On peut les trouver sur tous les types de bâtiments, principalement des maisons rurales mais aussi sur des manoirs, des granges, des maisons urbaines ou des clochers d'églises. C'est le terme de « créneaux » qui est anciennement utilisé pour nommer ces gradins. Ce sont ici des gradins de petite dimension souvent constitués d'une seule assise en pierre de taille qui ne sont pas couvertes de pierre plate. Ils n'ont aucun rôle utilitaire crédible. Leur usage est uniquement décoratif ou identitaire. De tels pignons apparaissent plus rarement dans d'autres parties du nord de la France . Bien que la Flandre ne soit pas très loin, les pignons du Soissonnais sont très différents de ceux de Flandre par leur forme et leur structure, et la grande ancienneté de cette tradition en France rend improbable l'hypothèse d'une filiation entre les deux. 
Les pignons du château de Pierrefonds relèvent quant à eux de l'architecture néogothique du XIXe siècle par Viollet-le-Duc et ont une conception mixte entre ceux du Soissonnais et de Flandre.

## Architecture urbaine
Il existe aussi une version plus monumentale et urbaine de pignons à redents, que l'on rencontre principalement en Europe septentrionale, dont la fonction est exclusivement décorative ou symbolique.

### Europe du Nord
En Flandre belge et Flandre française, les pignons à redents se sont généralisés à partir du Moyen Âge. Ils sont vraisemblablement issus d'une adaptation des créneaux des murs fortifiés sur des pignons pentus. C'est un symbole de l'habitat seigneurial qui fut repris par la puissante bourgeoisie des villes libres marchandes, pour démontrer les pouvoirs qu'elle avait acquis. Les redents se sont ensuite rapidement généralisés et sont devenus un simple motif décoratif, ornant même des bâtiments modestes. Les redents sont d'ailleurs parfois dotés de merlons. 
Ce type de pignon, aussi appelé « pignon à gradins » ou « pignon à échelons », est caractéristique de nombreuses parties de l'Europe du Nord. On en rencontre, avec diverses variantes locales, dans les Flandres (sens large) et les Pays-Bas, mais aussi dans toute l'Allemagne du Nord, en Pologne, dans les pays Baltes, ainsi qu'en Scandinavie, particulièrement dans les anciennes villes hanséatiques allemandes, pour lesquelles ce type de pignon constitue un symbole architectural marquant, et où ils se sont répandus en même temps que le style backsteingotik (« gothique de brique »). Ils se sont aussi répandus dans les régions germaniques plus méridionales, on en rencontre ainsi en Bavière, en Alsace ou encore en Suisse. 
En Flandre et aux Pays-Bas, leur style est quelque peu différencié (les gradins sont moins grands et tendent à être plus nombreux sur chaque pan comparé aux échelons souvent de grande taille d'Allemagne du Nord). Ils étaient un élément caractéristique de la construction urbaine où, en vertu des taxes sur la largeur des maisons, on en est venu à construire en hauteur et à privilégier cet aspect de la façade. Les divisions horizontales correspondant à la hauteur des étages tendent souvent à se réduire en hauteur, provoquant par effet d'optique une « fausse perspective » qui accentue l'effet de hauteur. À partir de la Renaissance, on voit apparaître les courbes et les volutes qui feront progressivement disparaître l'aspect en « gradins », encore que beaucoup aient été conservés. 
Depuis le début du XIXe siècle et jusqu'à nos jours, l'architecture néorégionaliste a remis à l'honneur les pignons à redents, aussi bien en Flandre belge que française : Grand-Place de Tournai, reconstruction d'Ypres et de Bailleul après la Première Guerre mondiale, immeubles à Lille, etc.

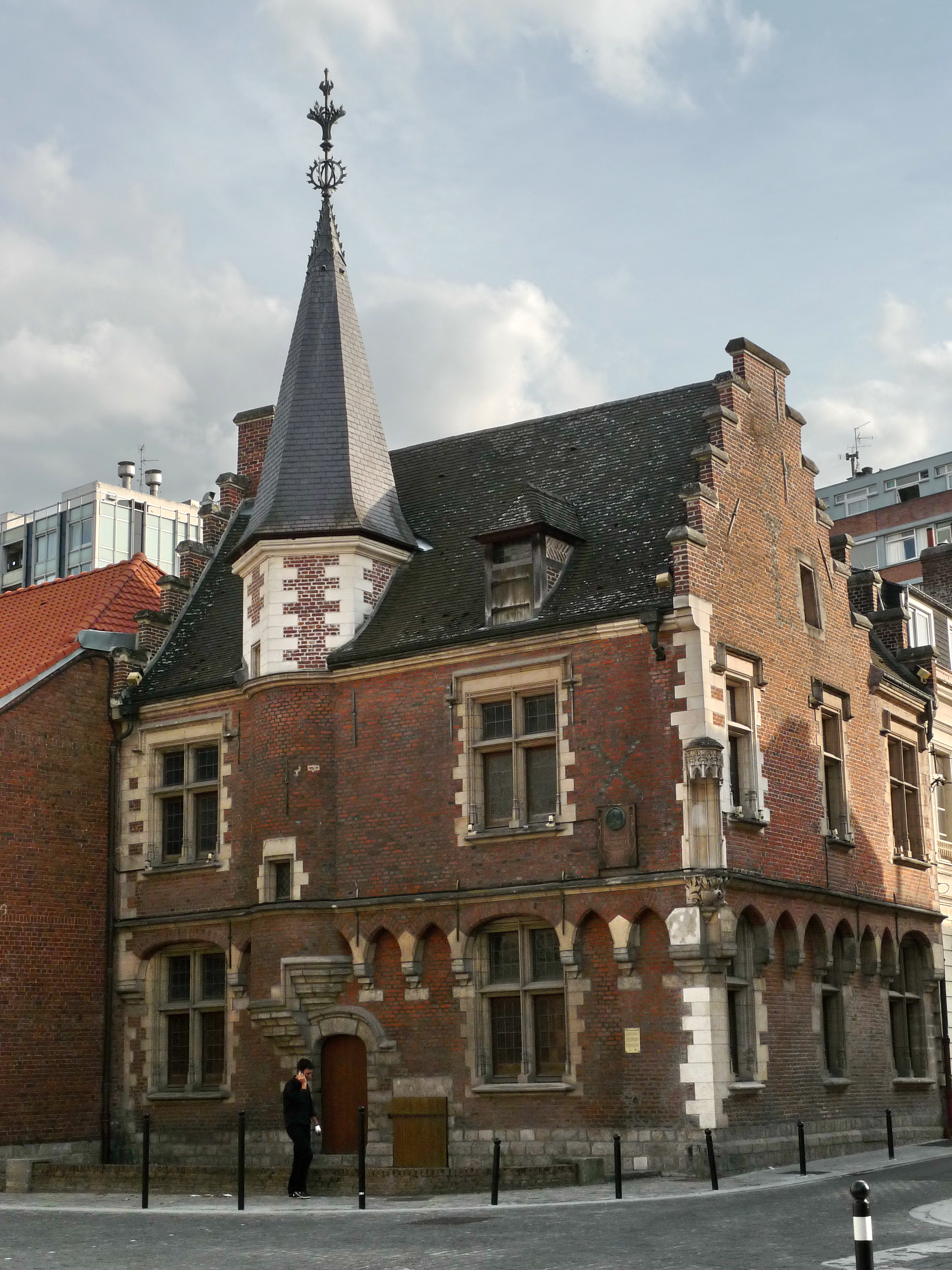
Maison du Prévôt à Valenciennes.
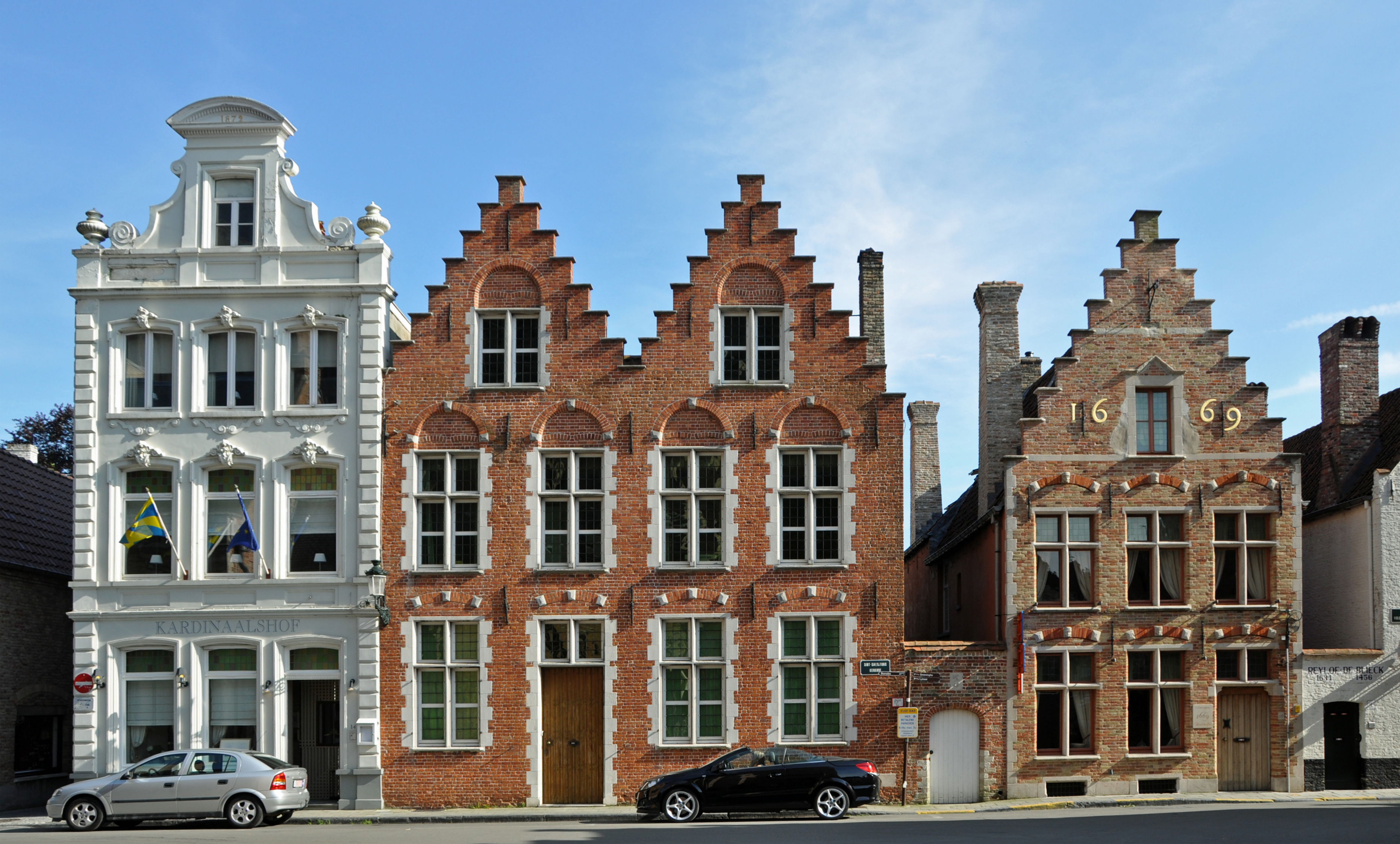
Maisons anciennes à Bruges (Belgique).
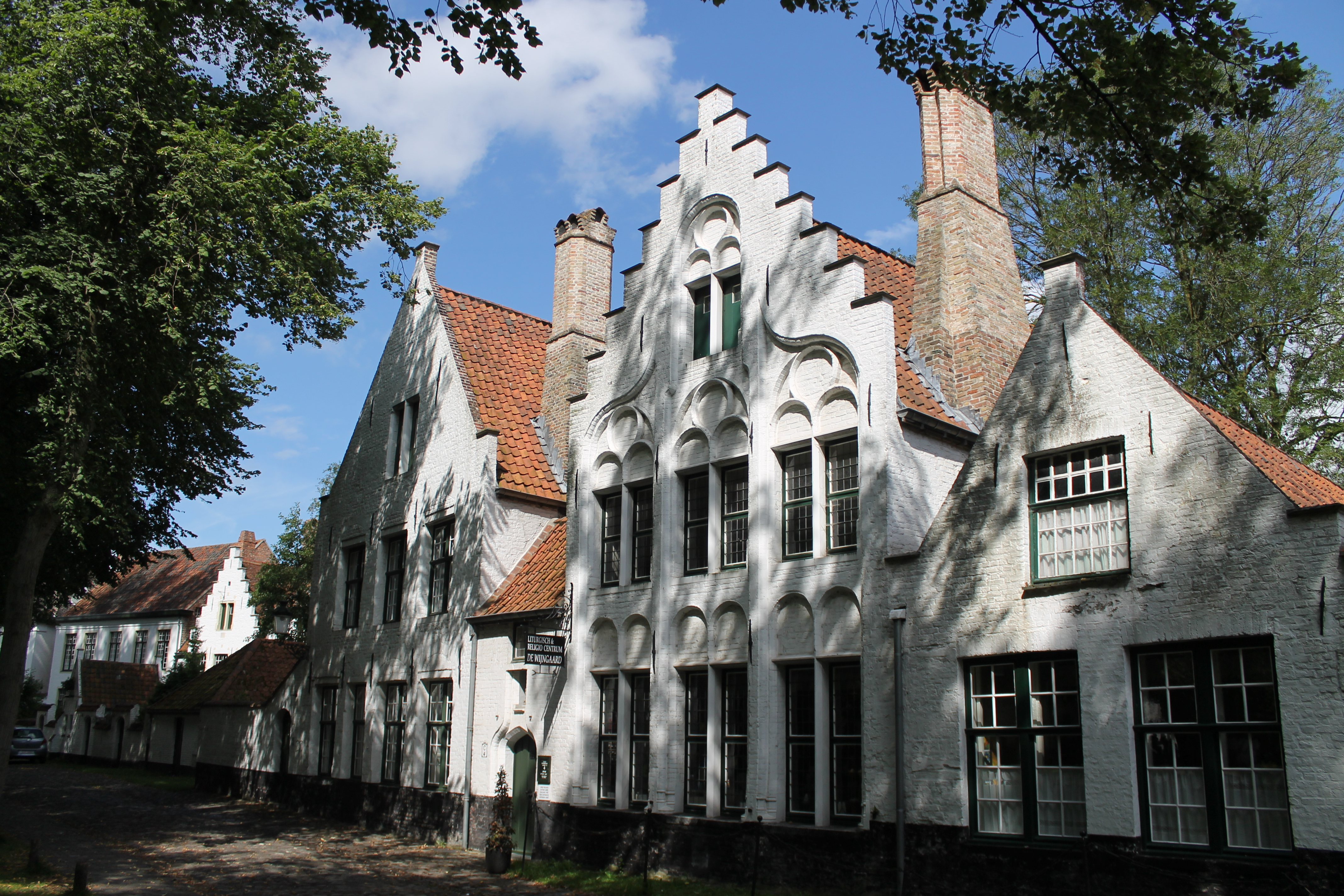
Maison gothique de Bruges.
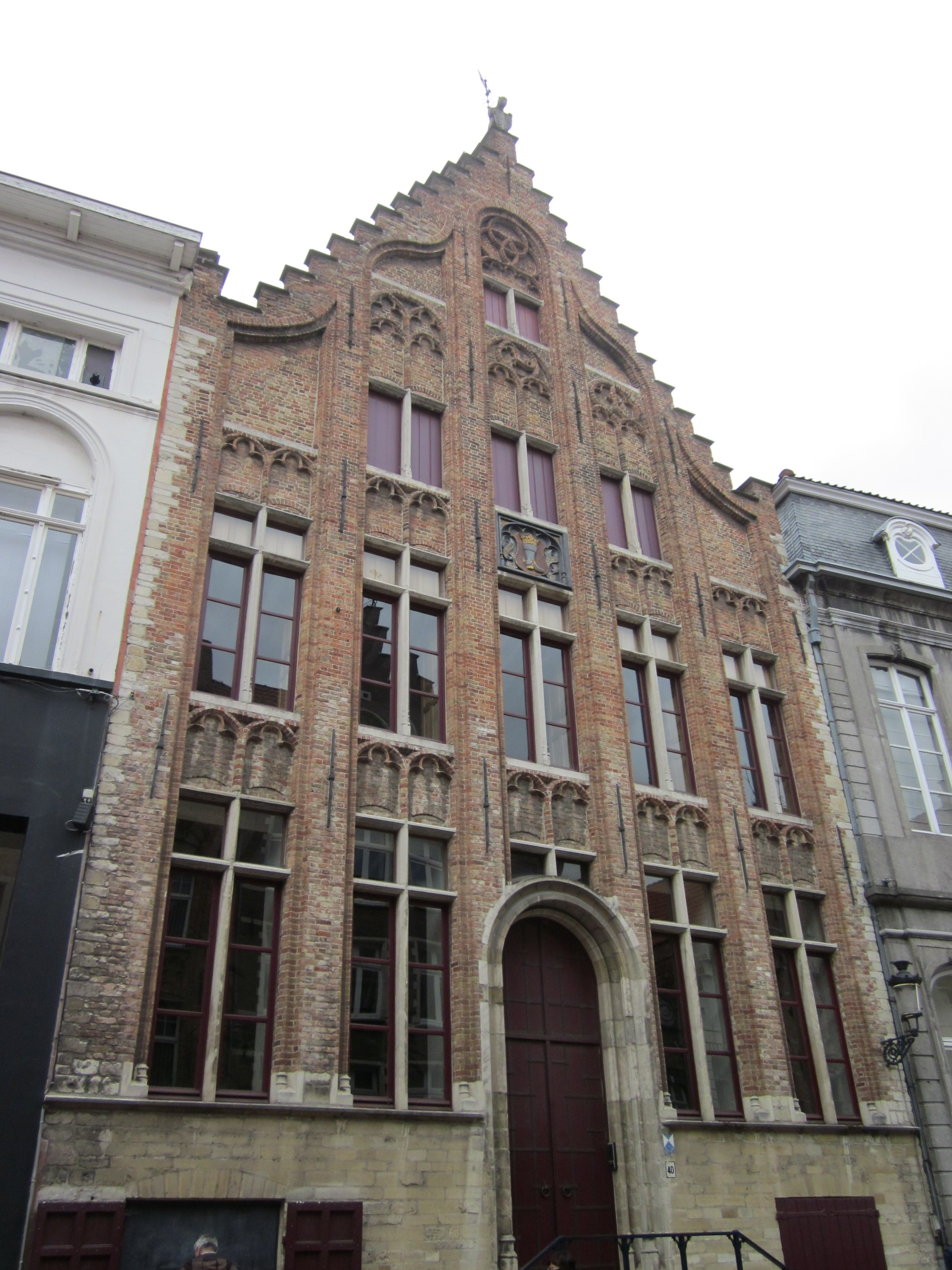
Maison gothique de Bruges.
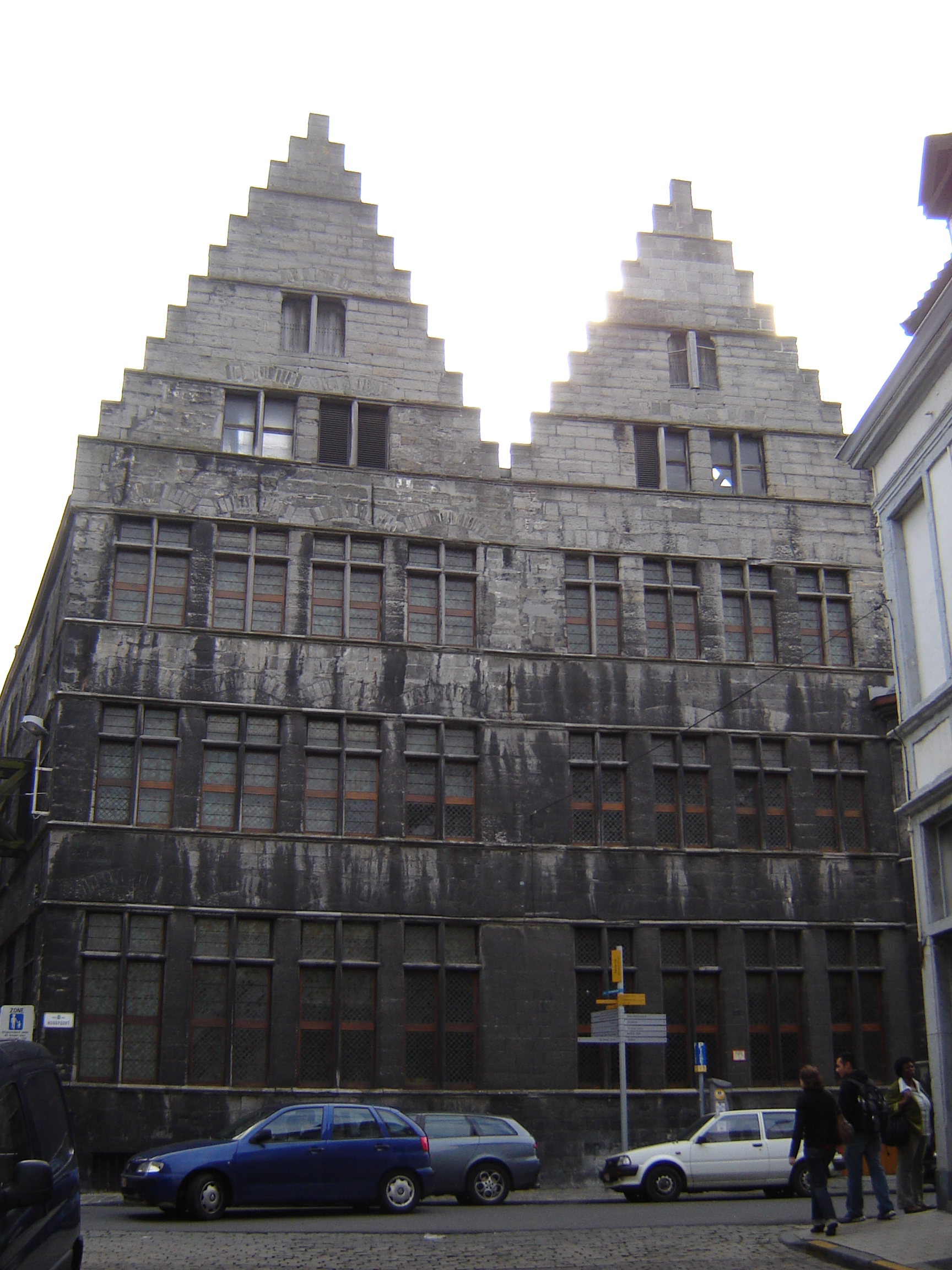
Grote Sikkel à Gand (Belgique).
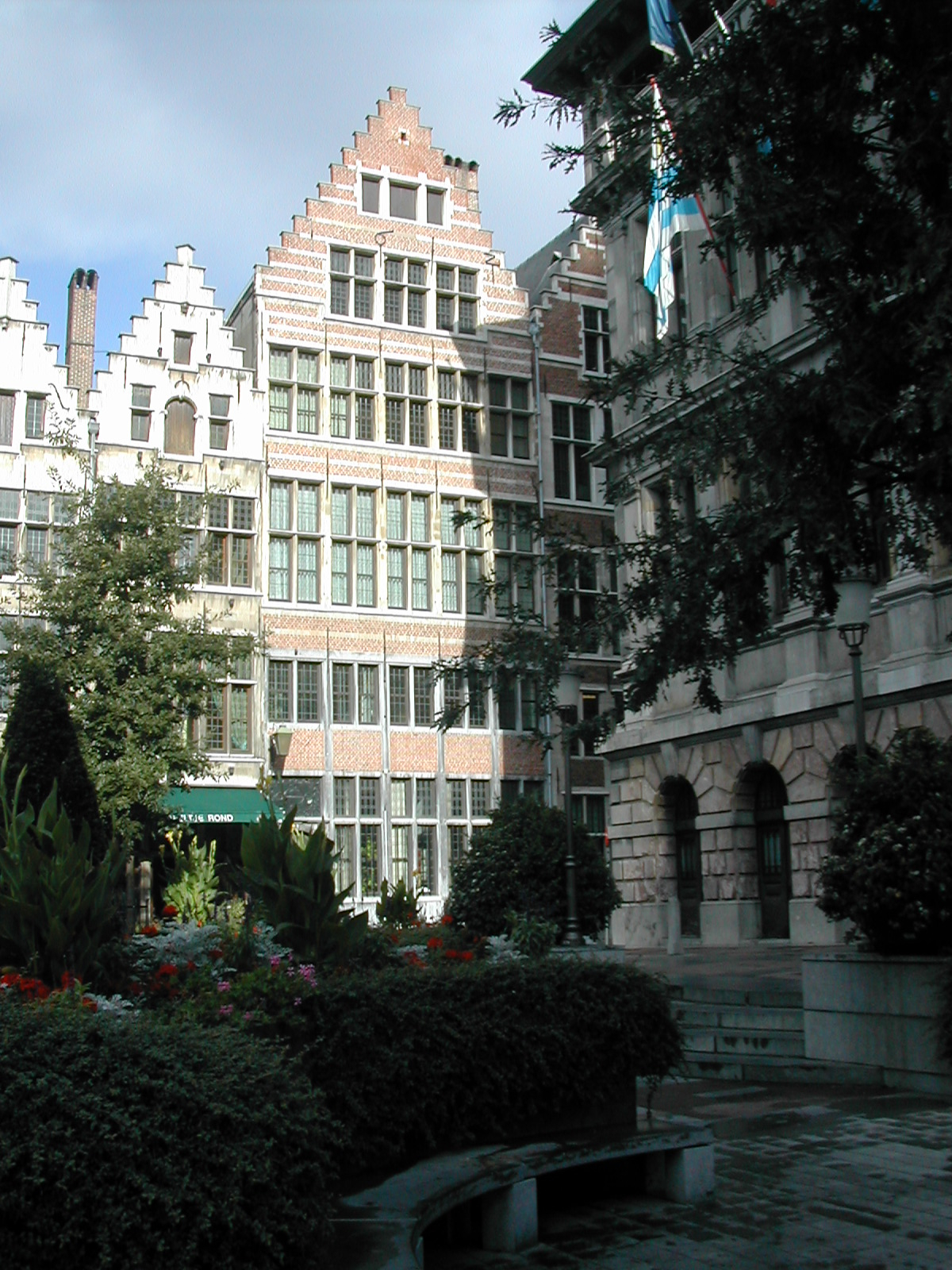
Maisons de guildes à Anvers (Belgique).